# Esparta
Esparta (naar de stad Sparta) is een gemeente (gemeentecode 0103) in het departement Atlántida in Honduras. De gemeente grenst aan de Atlantische Oceaan.
De hoofdplaats Esparta bevindt zich op de kustvlakte, op 5 km van de zee. Door de gemeente loopt de rivier Lean, Mezapa en Mezapita.

## Bevolking
De bevolking is als volgt verdeeld:
| Vrouwen | 9472 | 49,5% |
| Mannen  | 9653 | 50,5% |

## Dorpen
De gemeente bestaat uit 31 dorpen (aldea), waarvan de grootste qua inwoneraantal: Esparta (code 010301) en Las Americas No.1 (010316).